# Licorea
Licorea (en griego, Λυκώρεια) fue una antigua ciudad griega de Fócide.
Según Estrabón, se trataba de un lugar situado más arriba del templo de Delfos y había sido el primer lugar donde habían vivido los habitantes de Delfos. Su nombre, según Pausanias, era debido a que durante el mítico diluvio de Deucalión, los habitantes que pudieron salvarse se refugiaron en las cumbres del Parnaso siguiendo los aullidos y las huellas de los lobos, y por ello la ciudad que allí fundaron la llamaron Licorea, puesto que lýcos significa "lobo"" y ōrýō, "aullar". Otra tradición recogida por Pausanias señalaba que su nombre derivaba de Licoro, hijo de Apolo y de la ninfa Coricia.
Esta antigua ciudad ha sido identificada con el pueblo de Liakouri, al oeste de la cueva Coricio, donde quedan algunos restos de muros.